# Santiago Sánchez
Santiago Sánchez är en ort i Mexiko.   Den ligger i kommunen Tempoal och delstaten Veracruz, i den sydöstra delen av landet, 250 km norr om huvudstaden Mexico City. Santiago Sánchez ligger 42 meter över havet och antalet invånare är 254.
Terrängen runt Santiago Sánchez är platt. Runt Santiago Sánchez är det ganska glesbefolkat, med 34 invånare per kvadratkilometer. Närmaste större samhälle är Tempoal de Sánchez, 14,4 km sydost om Santiago Sánchez. Omgivningarna runt Santiago Sánchez är en mosaik av jordbruksmark och naturlig växtlighet.